# Syndyas dorsalis
Syndyas dorsalis is een vliegensoort uit de familie van de Categorie:Hybotidae. De wetenschappelijke naam van de soort is voor het eerst geldig gepubliceerd in 1861 door Loew.